# Korzo (Rijeka)
Korzo je hlavní třída v chorvatském přístavním městě Rijeka. Nachází se ve středu města. Délka třídy je cca 400 m, nachází se zde řada významných objektů, mezi které patří např. Městská věž, rijecký magistrát, honorární konzulát České republiky, nebo např. Rumunska. 
Ve své současné podobě začala hlavní výstavní ulice města vznikat v 19. století. Na počátku 21. století měla třída podobu pěší zóny s četnými obchody a byla hlavním cílem řady návštěv domácích i zahraničních turistů. Kromě toho je hlavním místem, kde se pořádají početné demonstrace a další společenské akce města.

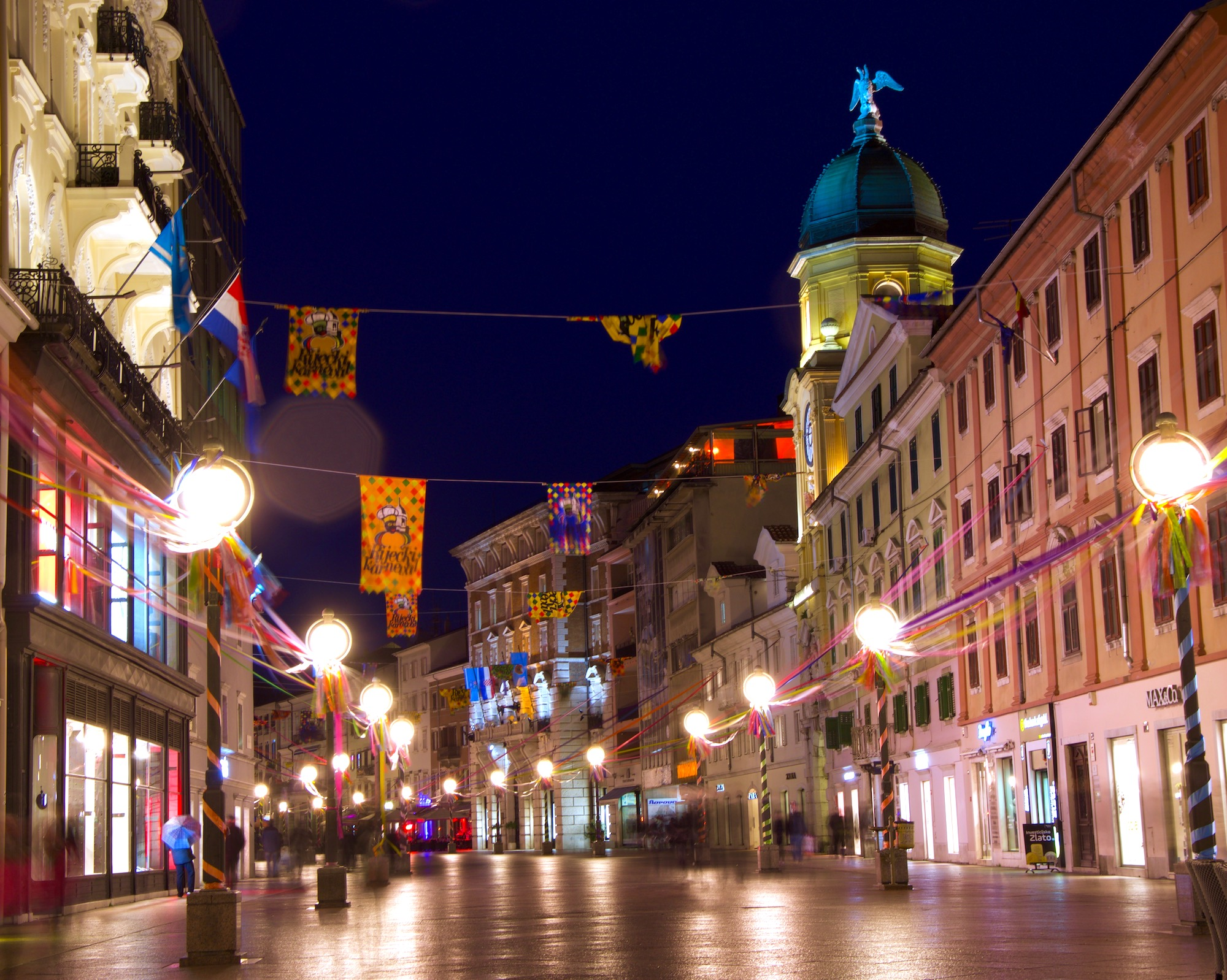
Pohled na třídu večer
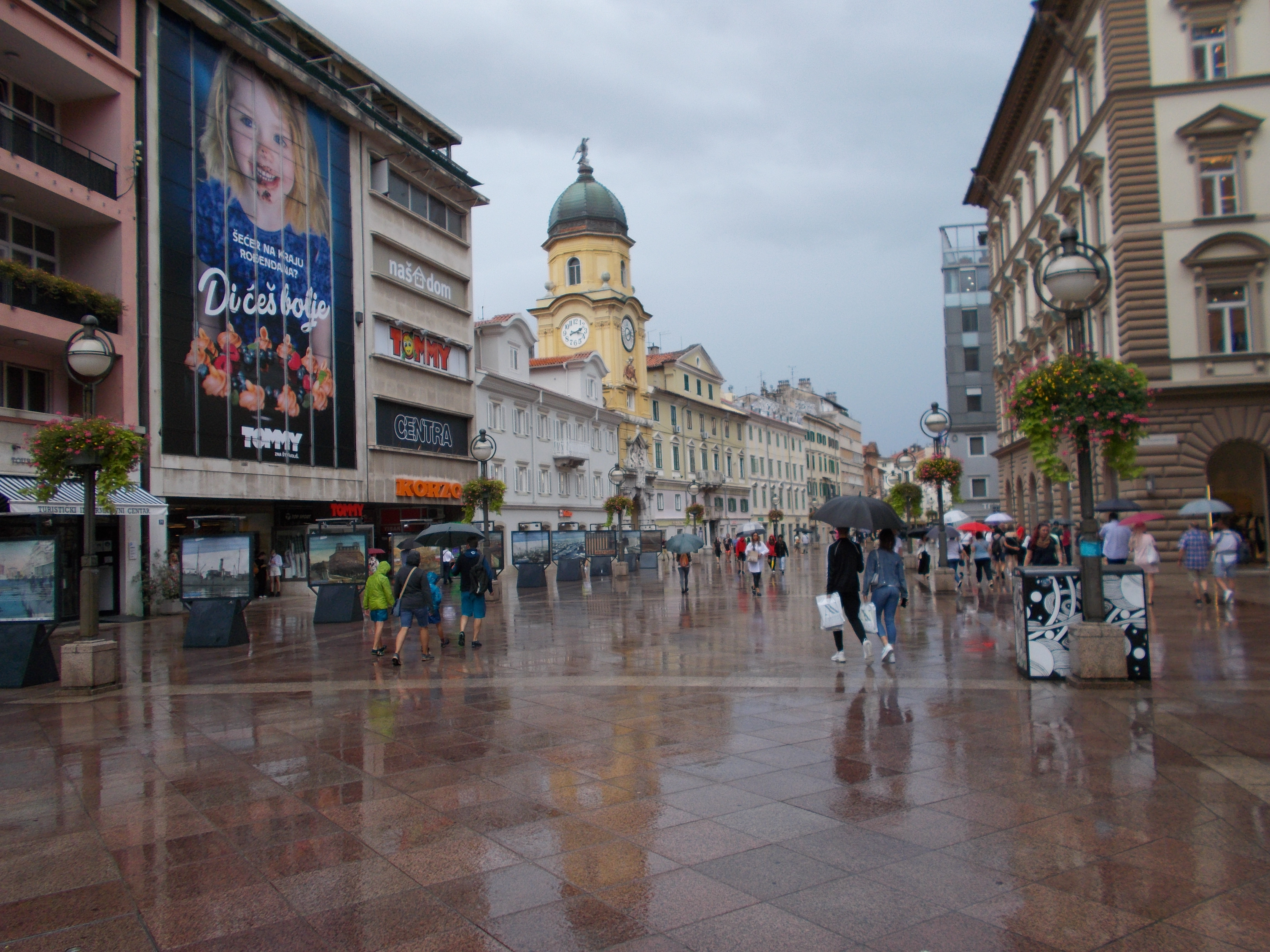
Pohled na třídu přes den